# 2018 AG37
2018 AG37 (precedentemente noto solo con il soprannome FarFarOut) è un oggetto transnettuniano scoperto a 132,2 ± 1,5 unità astronomiche (19,78 ± 0,22 miliardi di chilometri) di distanza dal Sole dall'osservatorio di Mauna Kea.
Individuato nel gennaio 2018 durante una ricerca dell'ipotetico Pianeta X, l'oggetto è stato annunciato in un comunicato stampa il 21 febbraio 2019, dagli astronomi Scott Sheppard, David Tholen e Chad Trujillo, che lo hanno soprannominato "FarFarOut" (in inglese "molto molto lontano") per sottolineare la sua distanza dal Sole. Il 10 febbraio 2021, l'Unione Astronomica Internazionale ha attribuito all'oggetto la designazione provvisoria 2018 AG37.
Con una magnitudine apparente molto debole di +25, solo i più grandi telescopi del mondo possono osservarlo.  Essendo così lontano dal Sole, 2018 AG37 si muove molto lentamente tra le stelle di sfondo ed è stato osservato solo 9 volte in 2 anni. Potrebbe essere necessario un arco di osservazione di diversi anni per affinare le incertezze sul periodo orbitale di circa 1000 anni.

## Distanza
L'oggetto inizialmente è stato stimato trovarsi a circa 140 au (21×109 km) dal Sole, ma dato l'arco di osservazione molto breve, le incertezze su questa distanza stimata non sono state pubblicate. Al 2021, è il più lontano componente del sistema solare finora osservato.
Quando è stato annunciato nel febbraio 2021, 2018 AG37 aveva un arco di osservazione di due anni. Sulla base di ciò, si trovava a 132,2 ± 1,5 unità astronomiche (19,78 ± 0,22 miliardi di chilometri) dal Sole al momento della sua scoperta, il 15 gennaio 2018.
Molte comete quasi paraboliche sono ancora più lontane dal Sole. Si ritiene che la cometa di Cesare (C/-43 K1) possa essere a più di 800 au (120×109 km) dal Sole, mentre la cometa Donati (C/1858 L1) si trova a 145 au (22×109 km) dal Sole.